# آیزایا سایکس
آیزایا سایکس (انگلیسی: Isaiah Sykes؛ زادهٔ ۲ دسامبر ۱۹۹۱) بازیکن بسکتبال اهل ایالات متحده آمریکا است.